# Centre hospitalier intercommunal Fréjus-Saint-Raphaël
Le Centre hospitalier intercommunal Bonnet Fréjus-Saint-Raphaël (CHFSR) est situé au 240 avenue de Saint Lambert, CS 90110, 83608 Fréjus Cedex, commune française, chef-lieu du canton de Fréjus, au sein de la Communauté d'agglomération Var Estérel Méditerranée dans le département du Var, en région Provence-Alpes-Côte d'Azur. 

## Historique
Créé le 10 janvier 1972, le  (centre hospitalier Bonnet) est issu de la fusion de l'hôpital de Fréjus et celui de Saint-Raphaël.

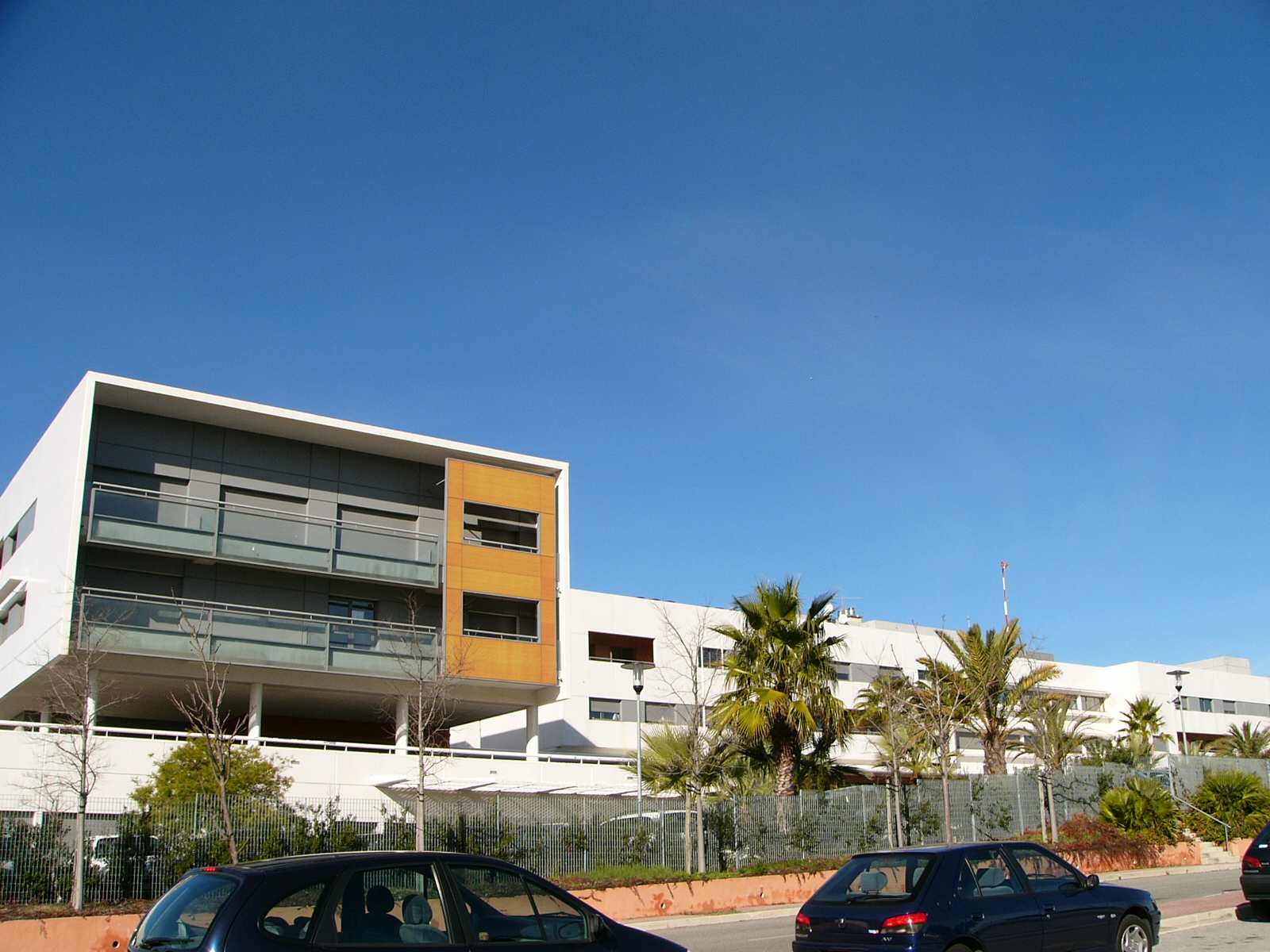
Direction commune du Centre hospitalier avec le pôle de santé du golfe de Saint-Tropez.

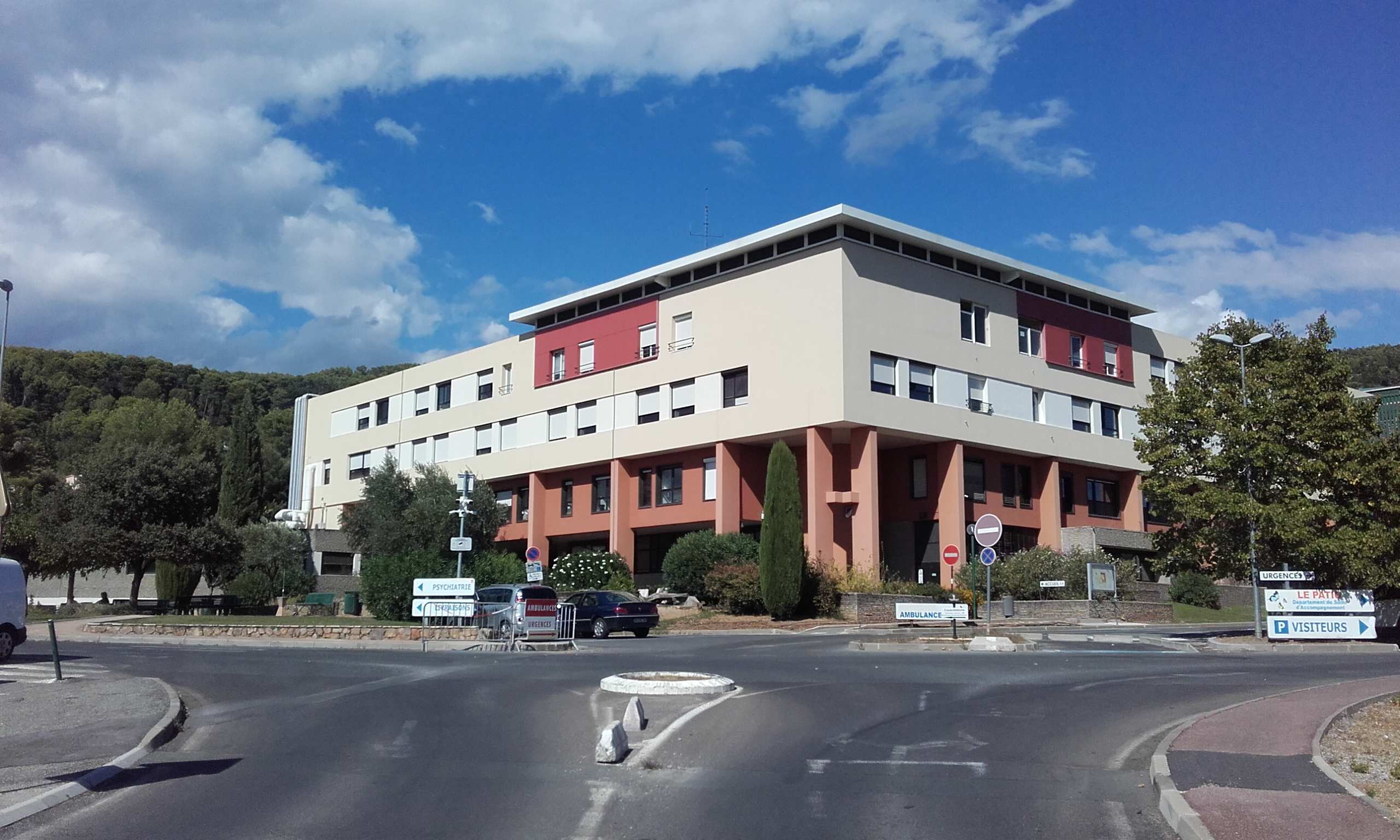
Le Centre hospitalier de la Dracénie membre du Groupement hospitalier de territoire.

Depuis août 2014, la direction de l’établissement est commune avec celle du centre hospitalier de Saint-Tropez distant d’une trentaine de kilomètres et celle de l’établissement d’hébergement pour personnes âgées dépendantes (EHPAD) de Grimaud.
Il a une capacité de 515 lits.

## Établissement membre duGroupement hospitalier de territoire(GHT) du Var
Le centre hospitalier intercommunal Bonnet Fréjus-Saint-Raphaël est, depuis le 28 juin 2016, un des 8 membres du  Groupement hospitalier de territoire (CGT),,.
À compter du 15 décembre 2014 , le CHFSR a été désigné établissement siège d’une communauté hospitalière de territoire (CHT) réunissant les centres hospitaliers de Fréjus-Saint-Raphaël, le centre hospitalier de Saint-Tropez (pôle de santé du golfe de Saint-Tropez) et le centre hospitalier de la Dracénie à Draguignan. 

### Budget
Détail des produits en 2018 :
- Titre 1 Produits versés par l'assurance maladie :  97 536 028 euros
- Titre 2 Autres produits de l'activité hospitalière : 9 479 189 euros
- Titre 3 :	18 146 217 euros
- Total des produits : 125 161 433 euros

À fin juin 2019   :
- Nombre de séjours : 16 172
  - dont séjours ambulatoires : 3 002
  - dont séjours hospitalisation complète : 13 170
- Valorisation des séjours : 30 327 315 euros
  - dont séjours ambulatoires : 2 462 878 euros
  - dont séjours hospitalisation complète : 27 864 437 euros

### Offre de soins
Comme le souligne le rapport de la Chambre régionale des comptes, situé à l’est du département du Var, le CHFSR se trouve à 90 km de Toulon, mais est beaucoup plus proche de deux grands établissements des Alpes-Maritimes : à seulement 40 km du centre hospitalier (CH) de Cannes (497 lits hors hébergement) et 65 km du centre hospitalier universitaire (CHU) de Nice. Cette proximité explique différentes coopérations avec les établissements de ce département.
Le CHFSR est situé à 30 km du centre hospitalier de Draguignan. Avec le centre hospitalier de Saint-Tropez, ces établissements constituent l’offre de soins publiques du « Var Est ». Fin 2018, le conseil de surveillance du CHFSR a émis un avis favorable pour une coopération renforcée dans trois domaines : 
- les prises en charge de la femme, mère et enfant avec le CH de Saint-Tropez ;
- les prises en charge en oncologie et en soins critiques avec le centre hospitalier de Draguignan.

Le Centre hospitalier dispose de l’ensemble des services traditionnels et de services spécialisés en psychologie, anti-toxicomanie et cardiologie. 
Le Service mobile d'urgence et de réanimation (SMUR) est implanté dans l’hôpital et assure le traitement des urgences de l’agglomération . 
La commune dispose aussi de deux cliniques (Les Lauriers et Héliades Santé), de plusieurs maisons de retraite (Hotelia, La Respelido, L’Acampadou, Jean Lachenaud, etc.) et d’un centre de thalassothérapie à Port-Fréjus.

### Les Pôles d’activité clinique
L’hôpital est composé de 6 pôles d’activité clinique, 1 pôle inter-établissement et 1 pôle médico-technique qui regroupent différents services avec 200 médecins  :
- Chirurgie dit « Pôle Interventionnel » : chirurgie viscérale, chirurgie orthopédique, spécialités chirurgicales, ophtalmologie, urologie, hépato-gastro-entérologie, consultations polyvalentes, anesthésiologie, bloc opératoire.
- Médecine : infectiologie, médecine interne, cardiologie, pneumologie, oncologie, hématologie et neurologie.
- Oncologie (inter-établissement)
- Urgences – Réanimation: urgences, unité soins courte durée (USCD), service mobile d’urgence et de réanimation (SMUR) et réanimation.
- Gériatrie: court séjour gériatrique (CSG), hôpital de jour gériatrique, Soins de suites réadaptation (SSR), Unité de soins de longue durée (USLD) à Saint-Raphaël ; 2  Établissement d'hébergement pour personnes âgées dépendantes « EHPAD » (La Chênaie à Saint-Raphaël et Saint-Jacques à Puget-sur-Argens).
- Psychiatrie : 2 secteurs de psychiatrie et un Centre de soins d’accompagnement et de prévention en addictologie (CSAPA).
- Femme Mère Enfant dit « FME »[14] : gynécologie, obstétrique, pédiatrie, néonatalogie, pédo-psychiatrie.
- Médico-technique dit « Activité Médicales Transversales » : biologie, imagerie, pharmacie, médecine nucléaire, stérilisation, hygiène et département d'information médicale (DIM).

Statistiques d'activité 2020 :
- 1287 naissances par an,
- 46538 passages en urgence,
- 18 926 entrées en hospitalisation complète,
- 344 729 repas servis aux patients.

### Voies de communications et transports

#### Voies routières
Fréjus est accessible en voiture, par l’autoroute A8 (E80) avec trois sorties : « Puget-sur-Argens - Fréjus quartiers ouest », « Fréjus-Saint-Raphaël » et « Les Adrets-de-l'Estérel » pour les hameaux de Saint-Jean-de-l’Estérel et Saint-Jean-de-Cannes. 
L’axe routier composé des départementales D559 (ancienne Nationale 98), DN7 (ancienne Nationale 7), D100 et D37 forme maintenant une rocade pour l’agglomération de Fréjus - Saint-Raphaël, la D98 étant la pénétrante qui relie les deux centres-villes.

#### Transports en commun

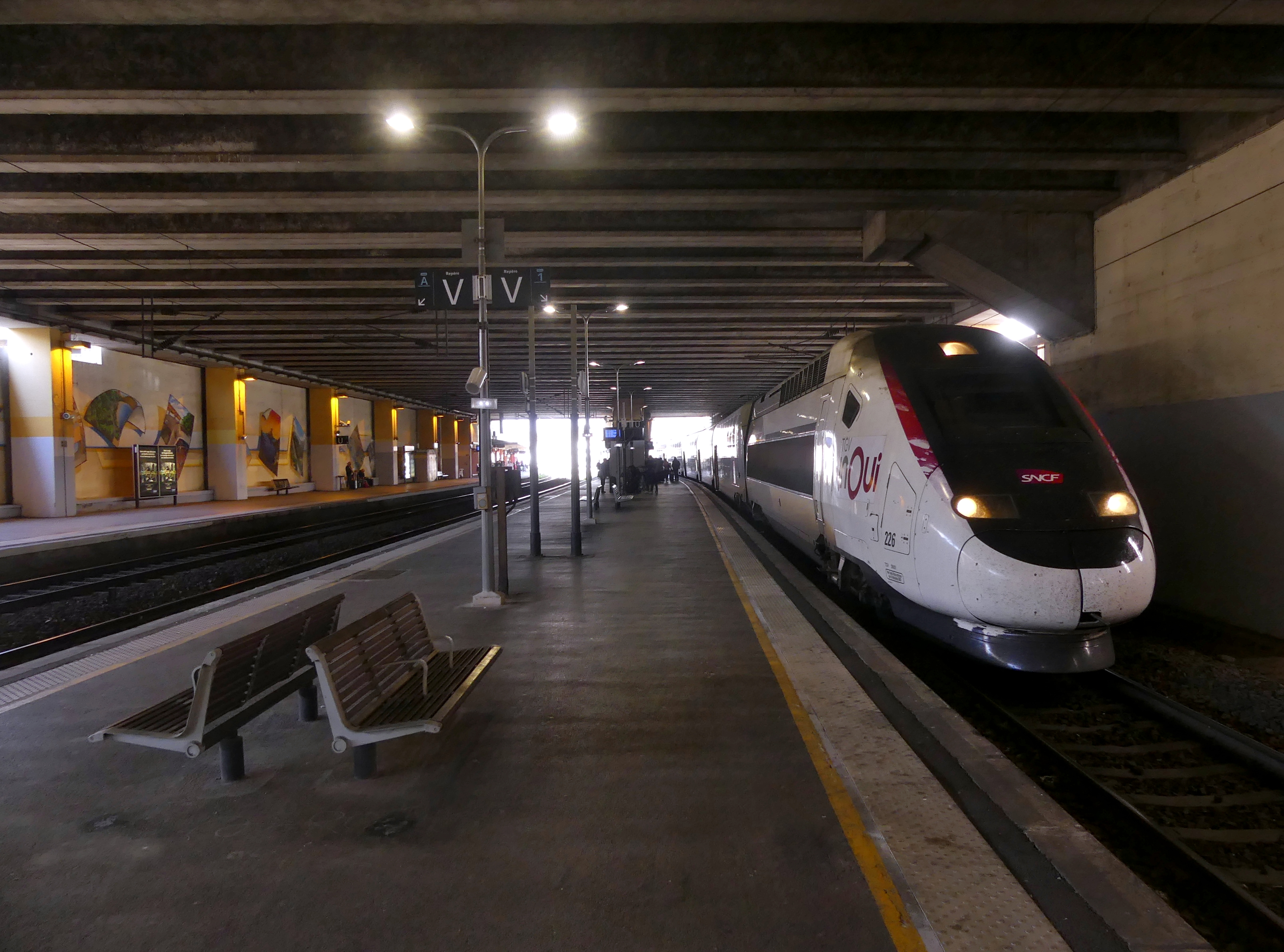
TGV Bruxelles-Nice en gare de Saint-Raphaël.

- Transport en Provence-Alpes-Côte d'Azur

Commune desservie par le réseau régional de transports en commun Zou ! (ex-Varlib). Les collectivités territoriales ont en effet mis en œuvre un « service de transports à la demande » (TAD), réseau régional Zou !.
En autobus, la nouvelle gare routière en bas du parking du Clos de la Tour est desservie par la ligne 20 du réseau LER PACA, les lignes 2601, 2602, 3601, 3602, 3603, 7601 et 7702 du réseau départemental Varlib et les cars C.P.F groupe Beltrame ligne 3003 à destination de l’aéroport de Nice-Côte d’Azur et les lignes 1, 1bis, 2, 3, 4, 5, 6, 7, 9, 10, 11, 14, 24A et 24B du réseau intercommunal AggloBus Fréjus/Saint-Raphaël exploité par Estérel Car Veolia Transport et Rafaël bus.

#### Lignes SNCF
En train, la gare de Fréjus (SNCF) est située sur la ligne de Marseille-Saint-Charles à Vintimille (frontière), desservie par les lignes 03 et 06 du TER Provence-Alpes-Côte d'Azur. 
La gare de Fréjus-Saint-Raphaël-auto-couchettes en provenance de Paris-Austerlitz et Paris-Bercy permet encore le transport conjoint des automobiles et des passagers. 
La gare de Saint-Raphaël-Valescure permet l’accès aux réseaux TGV, iDTGV et Intercités.

#### Transports aériens
En avion, l’aéroport de Cannes - Mandelieu est situé à vingt-deux kilomètres, l’aéroport de Nice-Côte d’Azur à quarante-six kilomètres, l’aéroport de Toulon-Hyères à soixante et un kilomètres et l'aéroport de La Môle - Saint-Tropez à trente-trois kilomètres.

#### Ports
- Ports en Provence-Alpes-Côte d'Azur :
  - Port Lympia (port de Nice), à 68 km.
  - Port Hercule (Port de Monaco), à 88 km.
  - Rade de Toulon, à 91 km.

En bateau, le service de navettes Bateaux de Saint-Raphaël relie Port-Fréjus, Saint-Aygulf et Saint-Raphaël. Au départ de Port-Fréjus, des vedettes permettent de rallier Saint-Tropez et Cannes.

### Transports sanitaires
Le centre hospitalier de Fréjus-Saint-Raphaël déploie, depuis 2017, une nouvelle organisation pour ses transports sanitaires.